# Xirka Ġieħ ir-Repubblika
Xirka Ġieħ ir-Repubblika je malteško časno društvo, koje odaje počast onima koji su pokazali iznimne zasluge služeći Malti i čovječanstvu. Glavni moto je "Għall-GID Tal-Maltin" ("Za dobrobit Maltežana').
Xirka je ograničena na dvadeset članova. S izuzetkom počasnih članova, broj novih članova ne može biti veći od tri osobe svake dvije godine. Nakon što je postignut maksimalni broj članova, novi član ne može biti imenovan do daljnjega. Malteški državljani i ugledni građani drugih država mogu biti imenovani počasnim članovima Xirke. Članovi i počasni članovi zakonski imaju pravo postaviti inicijale "S.Ġ" (Sieħeb IL-Ġieħ) iza svojih imena, pokazujući tako da su članovi Xirke.
Vrpca Društva je crvena s dva bijela stupca sa strane.

## Neki od poznatih počasnih članova
- Kraljica Elizabeta II., S.Ġ.
- Kraljica Sofija od Grčke, S.Ġ.
- Muammar al-Gaddafi, S.Ġ.
- Giovanni Leone, predsjednik Italije, S.Ġ.
- Li Xiannian, predsjednik Kine, S.Ġ.
- Kim Il Sung, predsjednik Sjeverne Koreje, S.Ġ.
- José Manuel Barroso, S.Ġ.
- Carlo Azeglio Ciampi, predsjednik Italije, S.Ġ.
- Vaira Vike-Freiberga, predsjednica Latvije, S.Ġ.
- Ingrid Rüütel, žena Arnolda Rüütela, predsjednika Estonije, S.Ġ.
- Maria Kaczyńska, žena predsjednika Poljske, S.Ġ.
- Zorka Parvanova, žena predsjednika Bugarske, S.Ġ.